# 宮崎県道214号上祝子綱の瀬線
宮崎県道214号上祝子綱の瀬線（みやざきけんどう214ごう かみほうりつなのせせん）は、宮崎県延岡市を通る予定の一般県道である。

## 概要
延岡市北川町川内名から延岡市北方町日平に至る。
延岡市北川町川内名（起点）から延岡市北方町上鹿川までの区間は未開通である。
鹿川に沿って九州山地を通過するので、大部分が狭隘区間である。

### 路線データ
- 起点：延岡市北川町川内名

現時点では延岡市北方町上鹿川が事実上の起点である。
- 終点：延岡市北方町日平（宮崎県道237号北方高千穂線交点）
- 延長（実在区間のみ）：18.5 km（誤差あり）

## 歴史
- 1968年（昭和43年）6月25日 - 宮崎県告示第544号[1]により宮崎県道下鹿川槇峰停車場線（一般県道）として路線認定がなされる。当時の整理番号は173だった（東臼杵郡北方村下鹿川 - 東臼杵郡北方村槇峰停車場間）。
- 1972年（昭和47年）11月 - 宮崎県道214号今村綱の瀬線（一般県道）となる（東臼杵郡北方町申字今村 - 東臼杵郡北方町未字綱の瀬間）。
- 1995年（平成7年）3月31日 - 宮崎県告示第432号[2]により宮崎県道214号今村綱の瀬線（一般県道）が廃止され、宮崎県告示第431号により宮崎県道214号上祝子綱の瀬線（一般県道）として路線認定がなされる[3]。

## 路線状況

### 道路施設

#### トンネル
起点から
- 比叡山1号隧道：延長63 m、1957年（昭和32年）竣工、延岡市
- 比叡山2号隧道：延長30 m、1957年（昭和32年）竣工、延岡市

## 地理

### 通過する自治体
- 延岡市

### 交差する道路
| 交差する道路              | 交差する場所 | 交差する場所 |
| ------------------------- | ------------ | ------------ |
| 国道218号                 | 北方町日平   | [ 注釈 1 ]   |
| 宮崎県道237号北方高千穂線 | 北方町日平   | 終点         |

### 沿線
- 鹿川キャンプ場
- 鹿川渓谷